# Customs-Trade Partnership Against Terrorism
Der Begriff Customs-Trade Partnership Against Terrorism (C-TPAT) bezeichnet eine freiwillige US-amerikanische Initiative für die Sicherheit in der Lieferkette gegenüber Terrorismus. C-TPAT kann als US-Pendant zum europäischen Zugelassenen Wirtschaftbeteiligten (AEO) gesehen werden.

## Geschichte
C-TPAT wurde im November 2001 von der US-Zollbehörde United States Customs and Border Protection (CBP) initiiert. Mittlerweile nehmen mehrere tausend Unternehmen an der Initiative teil.

## Inhalte
Durch das Einhalten bestimmter Sicherheitsmaßnahmen erhalten teilnehmende Unternehmen einen besonderen Status. Im Gegenzug werden ihnen Erleichterungen bei der Zollabwicklung ermöglicht.

## Gegenseitige Anerkennung
Zollprogramme anderer Staaten werden nicht ohne weiteres anerkannt. Unter anderem gibt es Abkommen mit Japan und Korea. Die gegenseitige Anerkennung stellt einen langen und schwierigen Prozess dar, soweit alle Beteiligten ihre Interessen angemessen vertreten. Seit Juli 2012 wird der in EU-Mitgliedsstaaten erworbene AEO-Status anerkannt. Die Verhandlungen hierüber begannen bereits 2005.